# SMS Preussischer Adler
För postångaren Adler, se Postdampschiff Adler

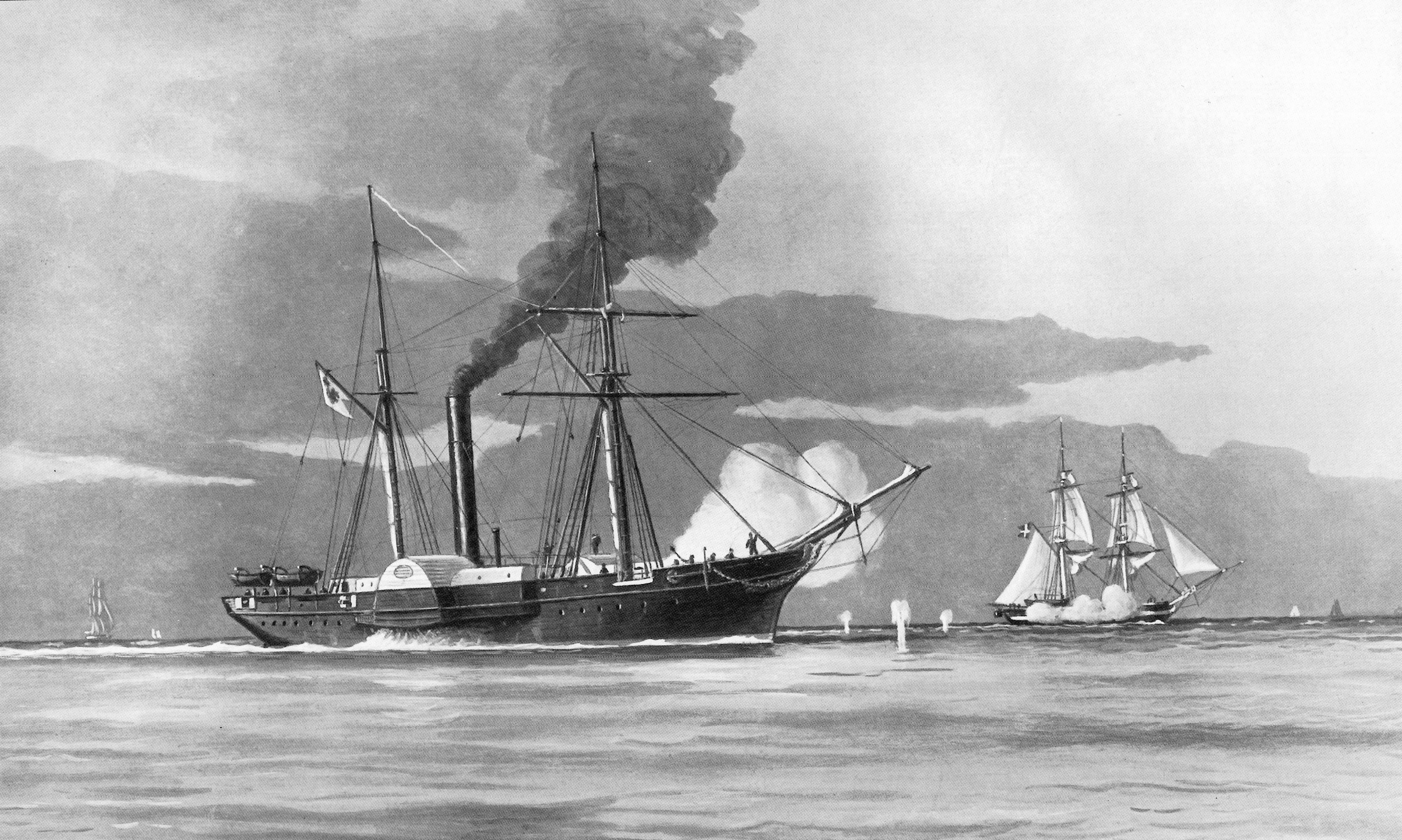
SMS Preussischer Adler i strid mot danska briggen St. Croix 1849 under Slesvig-holsteinska kriget, målning av Lüder Arenhold (1854–1915), 1905

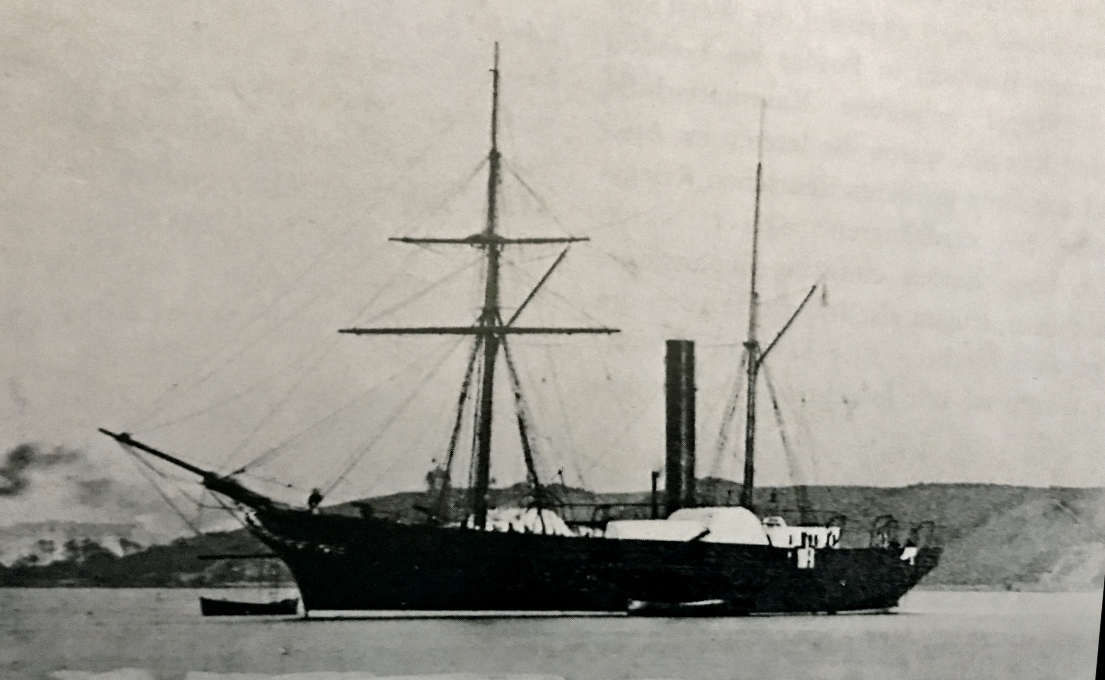
Preuissischer Adler som kungaskepp på fotografi, omkring 1868

SMS Preussischer Adler var en hjulångare som tjänstgjorde först som preussisk postångare och senare som  örlogsfartyg i Preussens flotta och i Kejserliga marin. Fartyget deltog som krigsfartyg i Slesvig-holsteinska kriget 1848–1851, i Dansk-tyska kriget 1864 och i Fransk-tyska kriget 1870–1871 och var under en period kungaskepp.

## Historik

### Postångare
Preussischer Adler byggdes 1846 på det brittiska varvet Ditchburn & Marl i Blackburn som tyskt postfartyg för Preussens postverk, men redan under byggtiden planerades hon som örlogsfartyg. Därför byggdes fartyget så att det i krig kunde beväpnas med två 68-pundskanoner och fyra 32-pundskanoner. Andra inslag var krutförråd, viss bepansring och kajutor för en krigsbesättning på 160 man. 
Som civilt fartyg sattes Preussischer Adler in på rutten Stettin-Kronstadt, vilken fartyget avverkade på 65–70 timmar. Preussischer Adler var på sin tid ett av Tysklands största ångfartyg och det första stora fartyg som trafikerade Oder till Stettin.

### Örlogsfartyg
År 1848 understödde fartyget militärt genom Preussens medlemskap i Tyska förbundet insatt i Slesvig-holsteinska kriget för att understödja den tyska rörelsen i Slesvig och Holstein mot Danmark. Hon övertogs av Preussens flotta och beväpnades med två 25-pundskanoner. Efter Fördraget i Malmö den 26 augusti 1848 kvarstod fartyget i marinen och utrustades ned två 32-pundskanoner. Under mellantiden hade Søværnet i Danmark åter börjat blockerat de tyska östersjöhamnarna och hade då bland annat briggen St Croix och korvetten Galathea i Danzigbukten. Preussischer Adler beordrades i juni 1849 att segla till Swinemünde, där då en dansk örlogsman skulle ha siktats. Från Swinemünde fortsatte Preussischer Adler och sammanträffade med det danska fartyget utanför Brüsterort utanför Königsberg) i Ostpreussen. I den stiltje som då rådde, hade Preussischer Adler med sin ångmaskin en fördel över det kraftigare beväpnade segelfartyget St. Croix och öppnade eld på 1.000 meters avstånd, vilken det danska fartyget besvarade. Artilleriduellen ledde inte till avgörande, och när fartygen kommit i sikte av Galathea, vände Preussischer Adler åter mot Danzig.
Efter kriget och en större reparation efter en dansk träff sattes fartyget åter in på postrutten 1862 en period, men köptes sedan av flottan 1863 och sändes med två kanonbåtar till östra delen av Medelhavet och Svarta havet. Efter utbrottet av Dansk-tyska kriget deltog Preussischer Adler med en österrikisk-tysk eskader i Slaget vid Helgoland den 9 maj 1864 mot en dansk eskader.
År 1869 var Preussischer Adler under en port period kungaskepp och under Fransk-tyska kriget var hon flaggskepp för den preussiska marinens överbefälhavare. Efter kriget tjänstgjorde Preussischer Adler som tender i fiskeskyddet. Hon ströks ur krigsfartygslistan 1877 och sänktes 1879 under en skjutövning.